# Patterson (Iowa)
Patterson és una població dels Estats Units a l'estat d'Iowa. Segons el cens del 2000 tenia 126 habitants.

## Demografia
Segons el cens del 2000, Patterson tenia 126 habitants, 58 habitatges, i 33 famílies. La densitat de població era de 243,2 habitants/km².
Dels 58 habitatges en un 20,7% hi vivien nens de menys de 18 anys, en un 51,7% hi vivien parelles casades, en un 3,4% dones solteres, i en un 41,4% no eren unitats familiars. En el 27,6% dels habitatges hi vivien persones soles el 6,9% de les quals corresponia a persones de 65 anys o més que vivien soles. El nombre mitjà de persones vivint en cada habitatge era de 2,17 i el nombre mitjà de persones que vivien en cada família era de 2,74.
Per edats la població es repartia de la següent manera: un 16,7% tenia menys de 18 anys, un 12,7% entre 18 i 24, un 24,6% entre 25 i 44, un 34,1% de 45 a 60 i un 11,9% 65 anys o més.
L'edat mediana era de 42 anys. Per cada 100 dones de 18 o més anys hi havia 118,8 homes.
La renda mediana per habitatge era de 47.500 $ i la renda mediana per família de 52.500 $. Els homes tenien una renda mediana de 31.607 $ mentre que les dones 24.375 $. La renda per capita de la població era de 21.457 $. Cap de les famílies i l'1,4% de la població estaven per davall del llindar de pobresa.

## Poblacions més properes
El següent diagrama mostra les poblacions més properes.